# Flora Robson
Flora McKenzie Robson (ur. 28 marca 1902 w South Shields, zm. 7 lipca 1984 w Brighton) – brytyjska aktorka, nominowana do Oscara za rolę drugoplanową w filmie Saratoga Trunk.

## Filmografia
- 1937: Wyspa w płomieniach – Elżbieta I Tudor
- 1937: Ja, Klaudiusz – Liwia
- 1939: Wichrowe Wzgórza – Ellen Dean
- 1945: Cezar i Kleopatra –  Ftatateeta
- 1947: Czarny narcyz – siostra Philippa
- 1954: Romeo i Julia – piastunka Julii
- 1963: 55 dni w Pekinie – cesarzowa Cixi
- 1965: Ci wspaniali mężczyźni w swych latających maszynach – matka przełożona
- 1981: Zmierzch tytanów – stygijska wiedźma